# Улица Ерошевского (Самара)
У́лица Ероше́вского находится в Октябрьском районе городского округа Самара. Начинается от Ново-Садовой улицы, пересекает улицы Часовую, Скляренко, Мичурина, Гая, Подшипниковую. Заканчивается Маломосковской улицей.

## Этимология годонима
Ранее улица называлась Новая . Затем улица Новая была разделена на два участка: участок от Ново-Садовой улицы до Московского шоссе 4 апреля 1985 года стал называться улицей Ерошевского в честь Тихона Ерошевского, а участок от проспекта Карла Маркса до улицы Юрия Гагарина получил название «проезд Георгия Митерева».

## Здания и сооружения
- 1 - 3-этажное жилое здание 1939 года постройки (кирпич, деревянные перекрытия)
- 1а — спортивный комплекс «Спартак» (действует с 1969 г.)[2]
- 3 и 3а

Центром деловой жизни на улице Ерошевского является комплекс зданий 3 и 3а, где располагаются офисы множества фирм и компаний, банков, редакции газет и журналов. В доме номер 3 располагается также Департамент охоты и рыболовства Самарской области
- 4 — Управление МВД, ранее Федеральной службы Российской Федерации по контролю за оборотом наркотиков по Самарской области. Здание бывшего детского сада.
- 5 — 4-этажное кирпичное здание, в котором баня-сауна, офисные помещения
- 15 — 6-этажное кирпичное здание, в котором 5 этажей жилые, а на первом этаже коммерческая недвижимость; построено в 1990 году
- 18 — монолитный жилой дом в 20 этажей, построен в 2008 году, на первом этаже коммерческая недвижимость (кафе и др.)
- 20 — монолитный жилой дом в 20 этажей, построен в 2006 году, на первом этаже коммерческая недвижимость (супермаркет, частная клиника и др.)
- 29 — МБОУ «Классическая гимназия № 54 „Воскресение“», храм (домовая церковь) в честь святых царственных мучеников.
- 94 — Воинская часть 76-й дивизии ПВО; Самарский гарнизонный военный суд[4], Государственная экспертиза 7 отдел, Военная прокуратура Самарского гарнизона[5]

На пересечении улиц Мичурина и Ерошевского расположен пивной ресторан.

## Транспорт
Общественный транспорт по улице Ерошевского не ходит. Можно доехать лишь до её пересечения с улицей Ново-Садовой:
- автобусы — № 50, 50а, 61.
- маршрутные такси — № 50, 61, 97, 206, 232, 261, 297.
- трамваи — № 4, 5, 20, 20к, 22, 23.

Станция метро «Российская» находится в 900 метрах от улицы Ерошевского

## Почтовые индексы
- 443056
- 443086[6]